# 2020년 하계 올림픽 탁구
2020년 하계 올림픽 탁구(일본어: 2020年夏季オリンピックの卓球競技)는 2020년 하계 올림픽의 정식 종목으로 진행된 탁구 경기로 2021년 7월 24일부터 8월 6일까지 일본 도쿄 체육관에서 열렸다. 남녀 2종목, 혼성 1종목씩 총 5개 세부종목으로 치러진다. 올림픽 대회에서 탁구 경기가 치러지는 것은 이번이 1988년 서울 올림픽 이래 여덟 번째다.

## 예선
개최국 일본은 여섯 명분의 자동 출전권이 부여된다. 남녀 세명씩 분배되며 전원 단식 종목에 참과함과 동시에 혼합복식 종목에도 참가할 수 있다.
남녀 단체 종목의 경우 총 16개팀이 출전하며, 7대륙 예선 대회 (아시아, 오세아니아, 유럽, 아프리카, 북아메리카, 남아메리카)를 통해 한 대륙당 한 국가씩 출전권이 주어진다. 나머지 9팀은 세계 예선대회를 통과한 국가에게 출전권이 부여된다.
혼합복식 종목도 총 16개팀이 출전하며, 7대륙 예선대회를 통해 출전권이 분배되는 것도 동일하다. 다만 남은 9팀의 출전권 중 4팀은 2019년 월드투어 그랜드파이널 대회, 5팀은 2020년 월드 투어를 통해 선발된다는 점이 다르다. 상술했듯 개최국 일본은 자동 진출한다. 혼합 복식에 참가하게 된 국가가 남녀 복식 종목에서도 출전권을 얻었을 경우, 혼합 복식의 출전선수는 반드시 단체 종목 출전자여야 한다.
단식 종목의 경우 남녀 64~70여명의 선수가 출전하게 된다. 복식 종목에 출전하게 된 국가는 해당 출전선수를 개인 단식에도 내보낼 수 있도록 한다. 그 다음에 남은 출전권 중에서 22명은 대륙별 선수권 대회를 치러 복식종목 출전권 획득에 실패한 국가를 대상으로 선발하게 된다. 이밖에 IOC-조직위-연맹으로 구성된 3자 초청 출전권 1명분이 존재한다. 여기서도 남은 출전권은 세계 단식 예선 토너먼트전 결승전을 통해 2~8명을 뽑고, 다시 ITTF 세계 랭킹을 통해 출전권을 부여해 총 172명의 선수가 출전권을 부여받는다.

## 일정
아래는 대회 일정표이다.

| 예 | 예선 | 8 | 8강 | 준 | 준결승 | 결 | 결승 |

| 날짜종목  | 24일 (토) | 25일 (일) | 25일 (일) | 26일 (월) | 27일 (화) | 28일 (수) | 29일 (목) | 29일 (목) | 30일 (금) | 31일 (토) | 1일 (일) | 2일 (월) | 2일 (월) | 3일 (화) | 3일 (화) | 4일 (수) | 4일 (수) | 5일 (목) | 6일 (금) |
| --------- | --------- | --------- | --------- | --------- | --------- | --------- | --------- | --------- | --------- | --------- | -------- | -------- | -------- | -------- | -------- | -------- | -------- | -------- | -------- |
| 남자 단식 | 예        | 예        | 예        | 예        | 예        | 8         | 준        | 준        | 결        |           |          |          |          |          |          |          |          |          |          |
| 남자 단체 |           |           |           |           |           |           |           |           |           |           | 예       | 예       | 8        | 8        |          | 준       | 준       |          | 결       |
| 여자 단식 | 예        | 예        | 예        | 예        | 예        | 8         | 준        | 결        |           |           |          |          |          |          |          |          |          |          |          |
| 여자 단체 |           |           |           |           |           |           |           |           |           |           | 예       | 예       | 8        | 8        | 준       | 준       |          | 결       |          |
| 혼합 복식 | 예        | 8         | 준        | 결        |           |           |           |           |           |           |          |          |          |          |          |          |          |          |          |

## 참가

### 참가국
- 오스트레일리아 (6)
- 오스트리아 (3)
- 브라질 (6)
- 캐나다 (3)
- 중화인민공화국 (6)
- 크로아티아 (3)
- 덴마크 (1)
- 이집트 (1)
- 피지 (1)
- 프랑스 (6)
- 독일 (6)
- 홍콩 (6)
- 헝가리 (5)
- 인도 (4)
- 이란 (1)
- 이탈리아 (1)
- 일본 (6)
- 카자흐스탄 (2)
- 룩셈부르크 (1)
- 폴란드 (3)
- 포르투갈 (4)
- 푸에르토리코 (3)
- 러시아 올림픽 위원회 (3)
- 루마니아 (3)
- 사우디아라비아 (1)
- 세르비아 (3)
- 싱가포르 (3)
- 슬로베니아 (3)
- 대한민국 (6)
- 스페인 (1)
- 스웨덴 (3)
- 시리아 (1)
- 중화 타이베이 (6)
- 우크라이나 (1)
- 미국 (6)
- 바누아투 (1)

### 메달리스트
| 종목             | 금                                            | 은                                                             | 동                                                       |
| ---------------- | --------------------------------------------- | -------------------------------------------------------------- | -------------------------------------------------------- |
| 남자 단식 자세히 | 마룽 · 중화인민공화국                         | 판전둥 · 중화인민공화국                                        | 디미트리 옵차로프 · 독일                                 |
| 남자 단체 자세히 | 중화인민공화국 (CHN) · 판전둥 · 마룽 · 쉬신   | 독일 (GER) · 디미트리 옵차로프 · 파트리크 프란치스카 · 티모 볼 | 일본 (JPN) · 미즈타니 준 · 니와 고키 · 하리모토 도모카즈 |
| 여자 단식 자세히 | 천멍 · 중화인민공화국                         | 쑨잉사 · 중화인민공화국                                        | 이토 미마 · 일본                                         |
| 여자 단체 자세히 | 중화인민공화국 (CHN) · 천멍 · 쑨잉사 · 왕만위 | 일본 (JPN) · 이토 미마 · 이시카와 가스미 · 히라노 미우         | 홍콩 (HKG) · 도우호이캄 · 레이호우칭 · 소우와이얌        |
| 혼합 복식 자세히 | 일본 (JPN) · 미즈타니 준 · 이토 미마          | 중화인민공화국 (CHN) · 쉬신 · 류스원                           | 중화 타이베이 (TPE) · 린윈루 · 정이징                    |

## 같이 보기
- 2018년 아시안 게임 탁구
- 2019년 세계 탁구 선수권 대회
- 올림픽 탁구